# 국립묘지
국립묘지(國立墓地)는 국가나 사회를 위하여 희생, 공헌한 사람이 사망한 후 그를 안장하고 충의와 위훈의 정신을 기리며 선양하는 것을 목적으로 국가가 설립하여 관리하는 묘지이다.
미국의 경우, 작전 중 범죄를 저질러 사형집행을 당한 군인만 안장되는 괴이한 국립묘지도 존재하는데 프랑스의 페르앙타르드누아에 존재하는 우아즈엔 미군 묘지 중 플롯 E라는 구역에는 현역 군인 신분으로 살인, 강간, 학살 등 중범죄를 저지른 군인들만 매장되어있으며, 이 묘지는 비석이 없다. 현재 총 94명의 미군 범죄자들이 잠들어 있다.

## 대한민국의 국립묘지 목록
국립묘지의 설치 및 운영에 관한 법률에는 아래 묘지들이 규정되어 있다.
- 국립현충원
  - 국립서울현충원
  - 국립대전현충원
  - 국립연천현충원(2025년 개원예정)
- 국립4·19민주묘지
- 국립3·15민주묘지
- 국립5·18민주묘지
- 국립호국원
  - 국립영천호국원
  - 국립임실호국원
  - 국립이천호국원
  - 국립산청호국원
  - 국립제주호국원
  - 국립괴산호국원
  - 가칭 국립강원호국원(2028년 개원에정)
- 국립신암선열공원

이 외에 해외동포를 위한 국립망향의동산이 보건복지부 산하에 설립되어 있다.

## 같이 보기
- 보존묘지